# Servant Air
Servant Air, Inc. — американская авиакомпания местного значения со штаб-квартирой в городе Кадьяк (Аляска, США), выполняющая регулярные пассажирские и чартерные перевозки между небольшими аэропортами штата Аляска.

## История
Авиакомпания была основана весной 2003 года, тогда использовался один самолёт Cessna 207. В настоящее время авиакомпания, используя несколько одно- и многомоторных самолётов, выполняет регулярные авиаперевозки между деревнями острова Кадьяк .

## Флот
Флот Servant Air включает в себя самолёты Cessna 207, Piper Lance и Islander.

## Пункты назначения
Все пункты назначения находятся на Аляске:
- Ахиок (AKK) — аэропорт Ахиок
- Карлук (KYK) — аэропорт Карлук
- Кадьяк (ADQ) — аэропорт Кадьяк (хаб)
- Ларсен-Бей (KLN) — аэропорт Ларсен-Бей
- Олд-Харбор (OLH) — аэропорт Олд-Харбор
- Узинки (KOZ) — аэропорт Узинки
- Порт-Лайонс (ORI) — аэропорт Порт-Лайонс

## Происшествия
- 6 января 2008 года самолёт Piper Navajo Chieftain, выполнявший рейс 109 авиакомпании Servant Air, упал возле аэропорта Кадьяк сразу после взлёта. Самолёт направлялся в Хомер (аэропорт), выжило 4 человека из 9 пассажиров и одного пилота, находившихся на борту самолёта[2].